# Хан Сун Чхоль
Хан Сун Чхоль (кор. 한순철, англ. Han Soon-Chul, 30 декабря 1984) — корейский боксер-любитель, серебряный призёр Олимпийских игр 2012 года.

## Любительская карьера
В 2006 году на азиатских играх Хан победил известного боксёра из Монголии, Энхбатын Бадар-Уугана. В полуфинале проиграл филиппинцу Джону Типону.
На чемпионате мира 2007 года проиграл украинцу Максиму Третяку.
На Олимпийских играх 2008 года проиграл в первом туре.
В 2010 году завоевал бронзовую медаль на чемпионате Азиатских игр.

### Олимпийские игры 2012
- 1/16 финала. Победил Мохамеда Рамедана (Египет) 11:6
- 1/8 финала. Победил Вагзена Сафарянца (Беларусь) 13+:13
- 1/4 финала. Победил Фазлиддина Гаибназарова (Узбекистан) 16:13
- 1/2 финала. Победил Эвалдаса Пятраускаса (Литва) 18:13
- Финал. Проиграл Василию Ломаченко (Украина) 19:9